# Ясиок, Рудольф
Ру́дольф Я́сиок (чеш. Rudolf Jasiok; 1919—1944) — чехословацкий офицер, танкист, участник Второй мировой войны, Герой Чехословацкой Социалистической Республики (c 6 октября 1969 года, посмертно).

## Биография
Родился 8 февраля 1919 года в деревне Дольни-Суха ныне в черте города Гавиржов. Чех. Отец Рудольф Ясиок работал шахтёром в Орлове. В 1931 году он вместе с женой, дочерью Хильдой и сыном Рудольфом переехали на Украину на заработки. Поселились в городе Парижская Коммуна (ныне Перевальск) Луганской области, где отец продолжил свою работу шахтёром, а мать стала преподавателем в детском саду. В 1938 году приняли советское гражданство.
Рудольф окончил десятилетнюю школу, затем 4 года учился в Ростовском индустриальном техникуме (Ростов-на-Дону). После его окончания в 1941 году работал на лесоперерабатывающем заводе в городе Молотов (ныне Пермь). С началом Великой Отечественной войны не был призван на фронт из-за своей национальности, остался работать на заводе (по другим данным — работал по распределению на Очёрском заводе химиком-лаборантом).
12 февраля 1942 года одним из первых записался в Отдельный Чехословацкий пехотный батальон, формировавшийся в Бузулуке. 17 июня был направлен в сводную роту, где 14 декабря был повышен до ефрейтора. В марте 1943 года участвовал в сражении при Соколово, 29 мая 1943 года произведён в сержанты.
В Новохопёрске, где формировалась 1-я отдельная Чехословацкая пехотная бригада, окончил офицерскую школу и 7 марта 1943 года направлен в 1-ю чехословацкую танковую бригаду. 22 октября присвоено звание старшего сержанта, после обучения в Тамбовском танковом училище. Направлен на фронт на Т-34/76, построенном на собранные земляками-тамбовцами деньги, в должности командира танка.
В составе 1-го танкового батальона бригады принял участие в битве за Днепр. В ходе боёв экипаж Рудольфа Ясиока уничтожил один танк, 3 противотанковые орудия, 4 пулемётных гнезда и два десятка солдат противника. За освобождение Киева награждён Чехословацким Военным крестом и орденом Красной Звезды.
Затем командовал танковым взводом, 1 февраля 1944 года удостоен чина подпоручика. В боях 17-23 января 1944 года потерял двух своих членов экипажа. 24 января во время операции по подрыву моста, поддерживая действия сапёров, танк ушёл под лёд и, несмотря на все усилия, поднять его не удалось. Рудольф остался жив.
1 апреля 1944 года назначен командиром 1-го танкового батальона.
25 августа 1944 года женился на Виктории Коремну.
Принимал участие в Восточно-Карпатской операции в штурме Дуклинского перевала. 22 сентября после тяжёлого ранения надпоручика Рихарда Тесаржика в бою за овладение высотой 694, называвшейся «Гировой горой», ненадолго заменил его, командуя 3-м танковым батальоном. 29 сентября повёл батальон в атаку, предприняв первую попытку прорыва в Чехословакию. 30 сентября в бою около деревни Зиндранова (Польша) его танк был подбит в 100 метрах от границы с Чехословакией. Его тело удалось извлечь из танка только 8 октября, и два дня спустя он был похоронен на военном кладбище у Дукельского перевала.
Его танк Т-34/85 № 4050112 был отремонтирован, но 30 октября был безвозвратно потерян при подрыве на мине. Погибло ещё трое танкистов.
После боя за Зиндранова, 1 октября Рудольфу Ясиоку было посмертно звание лейтенанта, а 1 февраля 1946 — капитана запаса. В 1969 году посмертно присвоено звания Героя Чехословацкой Социалистической Республики.
Всего за годы войны подбил и уничтожил 4 танка (из них один тяжёлый танк «Тигр») и одно штурмовое орудие.

## Награды и звания
Чехословацкие государственные награды и звания:
- Герой Чехословацкой Социалистической Республики (6 октября 1969, посмертно)
- Военный крест (1943)

Советские государственные награды:
- орден Отечественной войны I степени (10 августа 1945, посмертно[7])
- орден Отечественной войны II степени (23 марта 1944[8])
- орден Красной Звезды (21 декабря 1943[9])
- медаль «За отвагу»

## Память
Установлен бюст на Аллее Героев в Дукле. Его именем назван танковый полк чехословацкой армии.